# Sport i Uppsala
Uppsala är en framstående stad inom sport och idrott, med sverigetopplag som Storvreta IBK och Uppsala Basket. Bland stadens största sportevenemang finns Svenska bandyfinalen på Studenternas IP vilket varje år lockar cirka 20 000 åskådare. Studenternas, i folkmun ofta kallad "Studan", är annars hemmaplan för stadens hjärta IK Sirius i såväl bandy som fotboll. Skandisloppet går av stapeln i staden, vilket är världens äldsta cykellopp och Slottsstafetten. Ordförande i Uppsala kommuns Idrotts- och fritidsnämnd är Inger Söderberg (M).

## Uppsalas idrottshistoria
Se även:Uppsalas historia

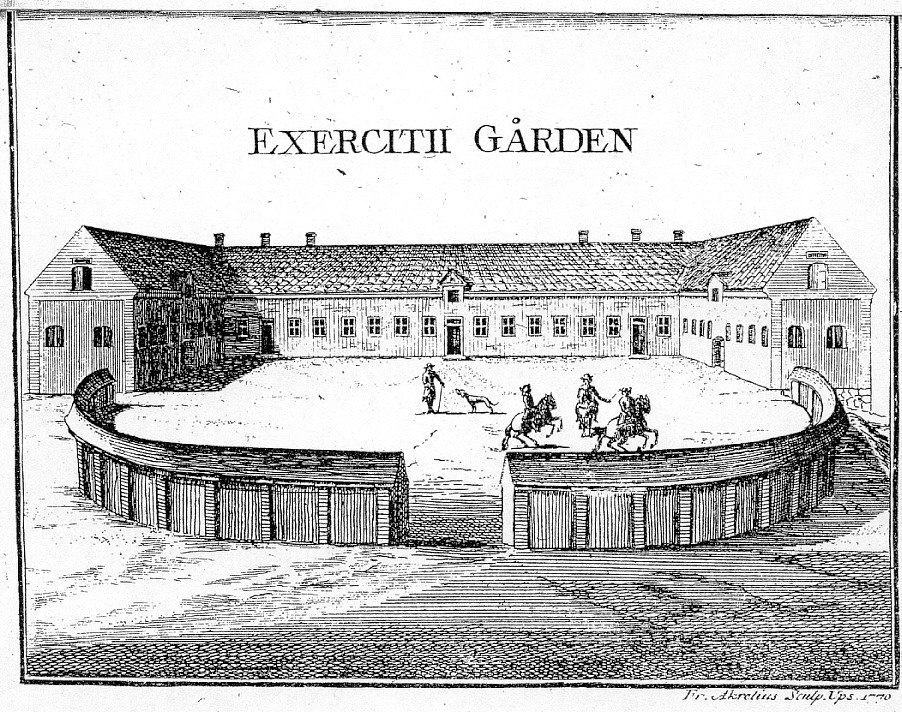
Exercitiegården.

Under 1660-talet inrättades den så kallade Exercitieinstitutionen vid Uppsala universitet. Vid denna utbildades studenterna i olika förmågor som ansågs vara nödvändiga för unga adelsmän, inklusive idrottsövningar som ridning, dans och fäktning. För att husera utbildningen uppfördes Exercitiegården på den plats där Universitetshuset idag ligger. Detta utgör den äldsta formen av organiserad idrottsutövning vid Uppsala universitet, och finns kvar idag.
Under det tidiga 1800-talet växte intresset för idrott i Uppsala mycket tack vare gymnastikentusiasten Pehr Henrik Lings gärning. Exercitiegården hade inte plats för gymnastiken, som istället kom att utövas i Anatomiska teatern på universitetsbyggnaden Gustavianums tak. 1874 bildades Uppsala Studenters Gymnastiska Förening under ledning av fysiologiprofessorn Frithiof Holmgren, och föreningen kom att hårt driva frågan om att uppföra ordentliga idrottsanläggningar. Först 1910 invigdes en för ändamålet uppförd gymnastikanlägning i form av Svettis, och året dessförinnan uppfördes Studenternas IP. Under 1930-talet kompletteras Svettis med Studenternas tennispaviljong, som uppförs som ett annex till byggnaden. Studenthälsan fortsatte att bedriva sin verksamhet vid Svettis fram till 2013, då dessa bytte namn till Campus1477 och flyttade in i de nya idrottslokaler som uppförts vid Blåsenhus.
En annan historiskt populär idrottsform har varit simning, och 1796 grundades Upsala Simsällskap, troligtvis som världens äldsta simsällskap. År 1857 konstruerades ett kallbad vid platsen för nuvarande Eddaspången. Badhuset ersätts 1925 av föregångaren till dagens Fyrishov. Fyrishov har sedan dess bygds ut med en ny bassäng år 1957, Fyrishallen år 1967, för att år 1991 byggas om till en komplett sport-, bad-, och rekreationsanläggning. 
Under det tidiga 1900-talet börjar även den icke-akademiska idrotten att växa i Uppsala. Bland tidiga lag idrottsförbund finns IFK Uppsala, grundat 1895, Upsala IF som grundas 1904 och IK Sirius, grundat år 1907. IFK Uppsala vinner 12 svenska mästerskap i bandy mellan 1907 och 1933. Föreningens ishockeylag deltar 1921 i den första hockey-matchen i Sverige, då man på Stockholms stadion, besegrade tyska Berliner SC med 4-1. Sirius specialiserar sig under sina tidiga år inte på något särskild idrott utan utövar både friidrott, fotboll, bandy, simning, vattenpolo, skidåkning, backhoppning, skridskor, brottning, kanotsport, tennis och cykling. Klubbens första Svenska mästare är Josef Olsson som 1918 vinner SM-guld i 1500-metersdistansen i kanot.

## Framstående sportklubbar i Uppsala

### IK Sirius
IK Sirius grundades den 9 augusti 1907 i området Svartbäcken i Uppsala. Innan namnet IK Sirius antogs hette klubben IK Spurt och IK Svartbäcken under en kortare period. Förutom idrott anordnade klubben underhållning med föredrag, sång och musik som tog plats i bönesalar och församlingslokaler. Idrottsklubben fick genom de kulturella inslagen en egen profil och medlemstillväxten var god.
- Bandy, se vidare IK Sirius BK
- Fotboll, se vidare IK Sirius FK
- Innebandy, se vidare IK Sirius IBK

### Storvreta IBK
Storvreta IBK är en innebandyklubb från Storvreta utanför Uppsala med IFU Arena som hemmaplan. Klubben bildades 1989 och är Sveriges fjärde största innebandyklubb med 711 licensierade spelare (15 november 2006) och 1700 medlemmar. Varje år arrangerar klubben världens största innebandyturnering: Storvretacupen. 
Klubbens herrlag spelade säsongen 2011/2012 i Svenska Superligan för herrar och damlaget i division 2. Herrlaget har nått slutspel fem gånger varav semifinal två gånger och final tre gånger och damlaget nådde i början av 1990-talet slutspel två gånger. Herrarna har även vunnit SM-finalen tre gånger av tre möjliga (2009/2010, 2010/2011 och 2011/2012).

### Uppsala 86ers

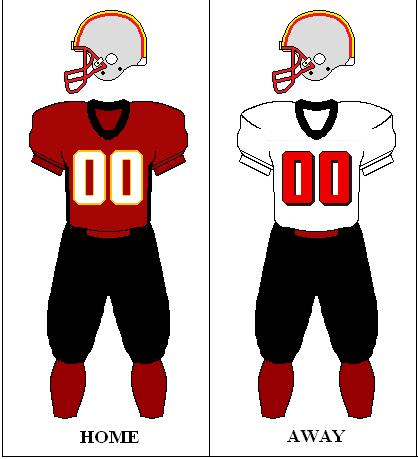
Uppsala 86ers matchställ

Uppsala 86ers är ett svenskt lag i amerikansk fotboll från Uppsala. Namnet kommer sig av att laget bildades 1986 och därmed är man en av Sveriges äldsta amerikanska fotbollsföreningar. 86ers hade sin storhetstid under tidigt 1990-tal då man bärgade två SM-titlar 1991 och 1992, och representerade Sverige i Eurobowl respektive år. 

### Uppsala Basket
Uppsala Basket är en basketklubb i Uppsala. Organisationsnamnet är KFUM Uppsala Basket. 
KFUM Uppsala Basket grundades 1960. Sedan dess har basketen växt i Uppsala och sporten är nu en av Upplands största idrotter. KFUM Uppsala Basket består av tre föreningar som samarbetar nära: Herr, Dam och Ungdom. Herrarna spelar i den svenska Basketligan och är en av få klubbar i Sverige som har varit med sedan starten 1992. Innan dess spelade klubben i Elitserien med en finalplats 1979 som främsta merit. 

### Upsala IF
Upsala Idrottsförening är en idrottsförening från Uppsala i Uppland (Uppsala län) i Sverige, officiellt bildad 1907 (då föreningen inträdde i Riksidrottsförbundet, RF). Föreningens härkomst räknas dock mer riktigt till 11 december 1904 då IK Swithiod och Erikslunds IK gick samman under namnet Allmänna Idrottsklubben, Uppsala.
- Fotboll
- Boxning
- Friidrott

### Uppsala Skridskoklubb
Uppsala Skridskoklubb bildades 1933 och bedriver en bred verksamhet med fokus på skridsko- och konståkning för barn, ungdomar och vuxna, från skridskoskola upp till SM nivå.

## Framstående idrottsmän från Uppsala
Se även Kategori:Idrottare från Uppsala
- Jonathan Carlsson, spelar ishockey i Brynäs IF
- Peter Gerhardsson, fram tills 1992 fotbollsspelare, sedan dess klubbtränare.
- Martina Granström, simmare.
- Karin Lamberg-Skog, längdskidåkare, medaljör i Världsmästerskapen i nordisk skidsport 1987.
- Erik Lundquist , sportskytt, OS-medaljör i Olympiska sommarspelen 1920.
- Fredrik Pettersson-Wentzel, ishockeyspelare i Färjestad BK.
- Hans Selander, fotbollsspelare i bland annat Sveriges fotbollslandslag i VM 1970.
- Sven Säfwenberg, bandy- och ishockeyspelare i IK Sirius och IFK Uppsala.

## Idrottshallar i Uppsala

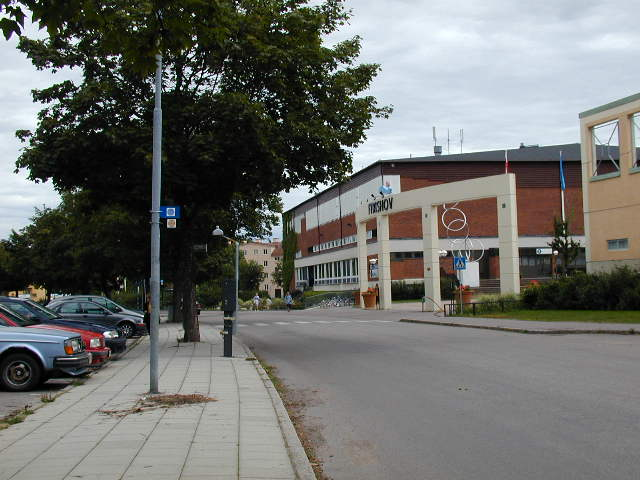
Fyrishov

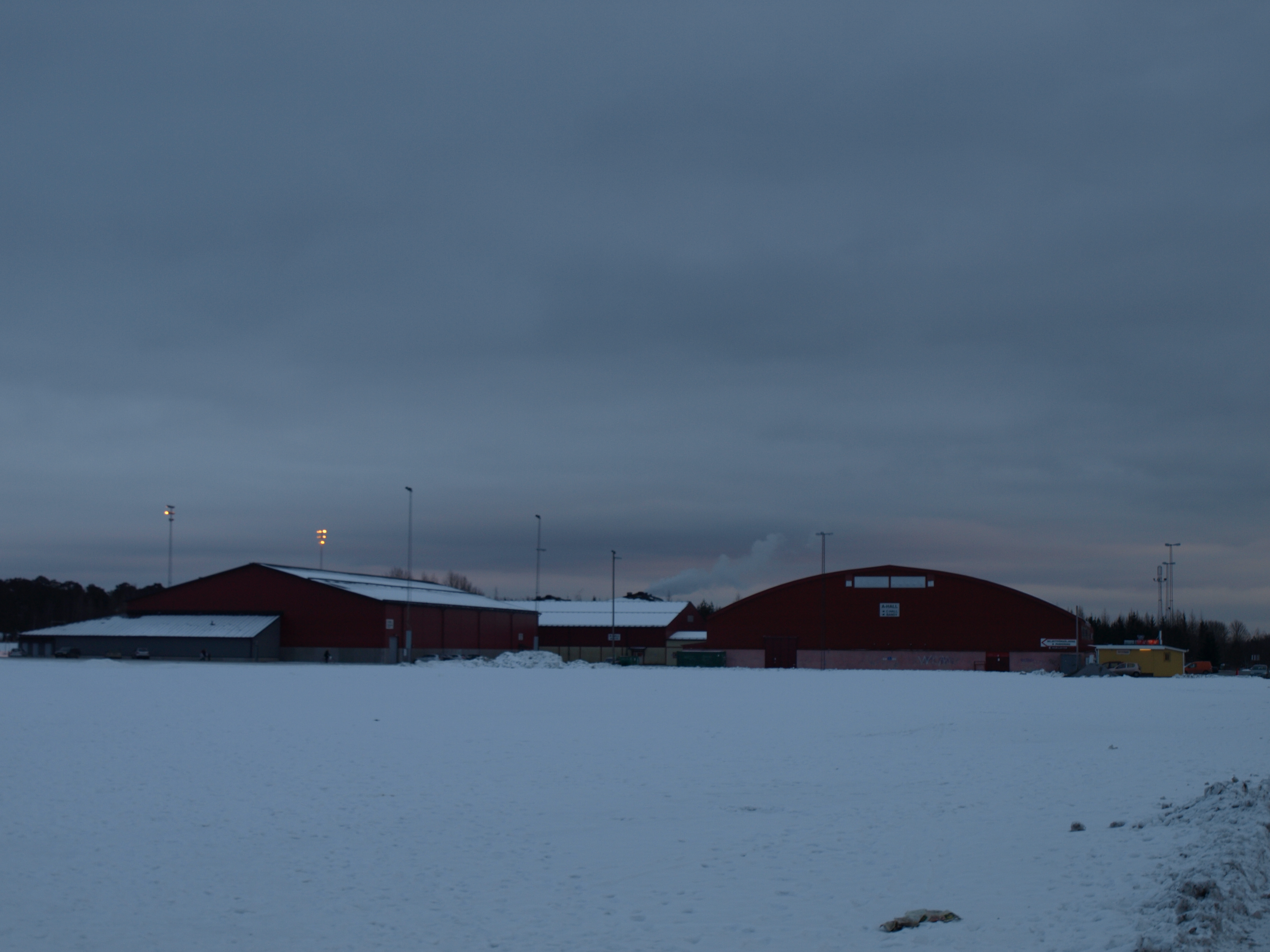
Gränby ishallar februari 2009.

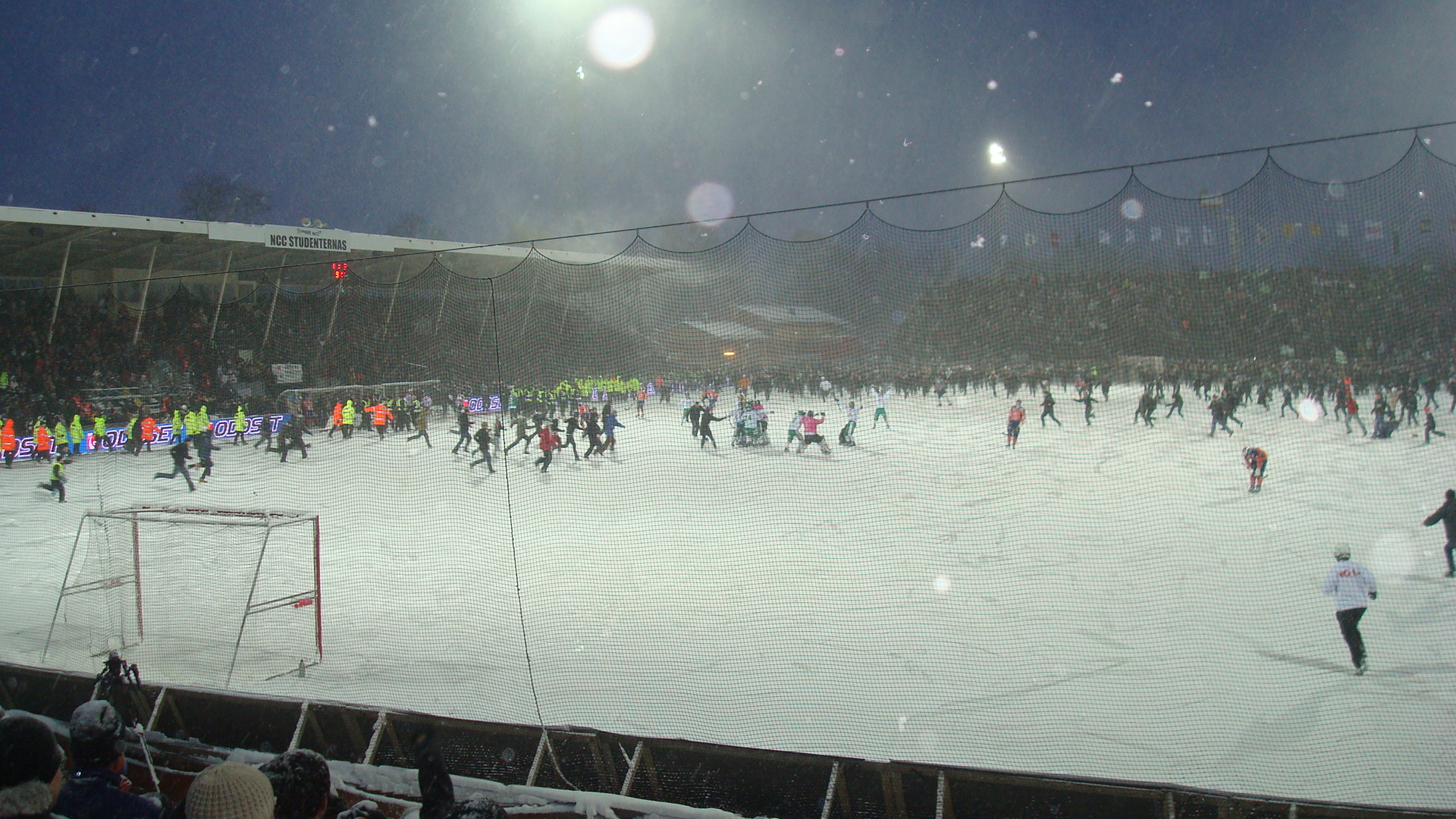
Studenternas IP 2010

Se även Kategori:Sportanläggningar i Uppsala

### Allianshallen
Allianshallen är en sporthall i Boländerna i Uppsala med huvudfokus på innebandy. Allianshallen fungerar bland annat som hemmaplan för FBC Uppsalas herr- och damlag, IK Sirius damlag i innebandy. Sirius herrlag har sin hemmaplan i den större sportanläggningen Fyrishov. Varje år arrangeras även ett av Sveriges största datorpartyn, Birdie i hallen.

### Fyrishov
Fyrishov är en sportarena i stadsdelen Svartbäcken i Uppsala som består av flera sporthallar och ett äventyrsbad. Arenan är bland annat hemmaplan för innebandylagen Storvreta IBK och IK Sirius IBK, herrbasketlaget Uppsala Basket, dambasketlaget Sallén Basket, volleybollaget Uppsala VBS och simsällskapet Upsala SS. Postkodkampen spelades även in här på utebadet.

### Gränby Ishallar
Gränby ishallar eller även bara Gränby ishall är Uppsala kommuns enda inomhusanläggning med konstfrusna isbanor. A-hallen byggdes 1974 och sedan dess har ytterligare två hallar tillkommit.

### Studenternas IP
Studenternas IP (Studenternas idrottsplats), även kallad "Studan", är en idrottsanläggning i Uppsala, invigd 1909. Studenternas IP utsågs 1990 till Årets bandyarena, och stod åren 1991-2012 värd för svenska bandyfinalen som avgör svenska mästerskapet i bandy varje år. Åren 2013 och 2014 spelades bandyfinalen på Friends Arena i Solna kommun i stället och sedan på Tele2 Arena i Stockholms kommun, för att från och med 2018 åter spelas på Studenternas.

### Uppsala Arena
Uppsala Arena planeras i anslutning till Gränby Centrum i östra Uppsala, avsedd att ersätta anläggningen Gränby ishallar byggd 1972. Med restauranger, lounger och 46 loger blir arenan en mötesplats med möjligheter till upplevelser, och den blir också hemmaarena för ishockeyklubben Almtuna IS. Enligt Sven-Gunnar Dahlqvist, fastighetsdirektör i Uppsala kommun, kommer arenan att byggas i samarbete med kommunen genom en så kallad OPS-lösning (Offentlig-privat samverkan).